# Apeadeiro de Quinta de Água
O Apeadeiro de Quinta de Água foi uma gare da Linha do Sabor, que servia a zona de Quinta da Água, no concelho de  Torre de Moncorvo, em Portugal.

## História
Esta interface situava-se no lanço da Linha do Sabor entre o Pocinho e Carviçais, que entrou ao serviço no dia 17 de Setembro de 1911. A linha foi encerrada em 1988.